# Matt Berry
Matt Berry (* 2. května 1974 Bromham, Bedfordshire) je britský herec, komik, muzikant a autor. Je známý především díky televizním komediálním seriálům Co děláme v temnotách, Garth Marenghi's Darkplace, Ajťáci (The IT Crowd), The Mighty Boosh, a Snuff Box. Zahrál si v několika filmech a jeho hlas se také objevil v mnoha televizních reklamách.

## Kariéra
Svou kariéru zahájil jako tvůrce a hlavní představitel "skečů" pro britský televizní pořad o počítačových hrách Game Over. Svou první velkou roli získal v kultovním seriálu Garth Marenghi's Darkplace z roku 2004 jako herec Tod Rivers, resp. Dr. Lucien Sanchez. Postava Toda Riverse se objevila i v navazující show z roku 2006 Man to Man with Dean Learner.
Další výraznější rolí byl excentrický průzkumník Dixon Bainbridge v seriálu The Mighty Boosh.
V roce 2007 se poprvé objevil ve druhé a pak i v dalších řadách britského televizního sitcomu Ajťáci (The IT Crowd) jako Douglas Reynholm – svérázný ředitel korporace "Reynholm Industries". Za tuto postavu byl v roce 2007 nominován na "British Comedy Awards" v kategorii nejlepší mužský objev – komik.
Spolu s Richem Fulcherem se autorsky i herecky podílel na komediální show Snuff Box.
Ztvárnil jednu z hlavních postav v seriálu Co děláme v temnotách – upíra Leslieho "Laszla" Cravenswortha.

## Hudba
Matt Berry vydal 11 alba (stav k 2021): "Jackpot" z roku 1995, vlastním nákladem vydané "Opium" z roku 2008 a "Witchazel", uvolněné po internetu roku 2009 a vydané později také na CD (2011) u Acid Jazz Records.
Vystupuje s brightonskou (jižní Anglie) kapelou "Jonas 3", která hraje experimentální rock.
Autorsky se podílel na veškeré hudbě k show Snuff Box a také na hudbě k AD/BC: A Rock Opera., parodii na muzikály, zejména na legendární Jesus Christ Superstar.
V seriálu Garth Marenghi's Darkplace zazpíval píseň "One Track Lover".

## Filmografie

### Seriály
- The Mighty Boosh (2004)
- Garth Marenghi's Darkplace (2004)
- Snuff Box (2006)
- Ajťáci (The IT Crowd, 2007–2010)
- Toast of London (2012)
- Co děláme v temnotách (2019)

### Filmy
- AD/BC: A Rock Opera (2004)
- The Devil's Chair (2006)
- Moon (2009)
- Svengali (2009)
- A Bit of Tom Jones? (2009)
- Braincell (2010)
- The Pizza Miracle 2010)
- One Day (2011)
- Angry White Man (2011)
- Snow White and the Huntsman (2012)
- The Wedding Video (2013)
- Svengali (2013)
- Asterix and Obelix: Mansion of the Gods (2014)
- The SpongeBob Movie: Sponge Out of Water (2015)
- Sleigh (2017)
- An Evening with Beverly Luff Linn (2018)
- Take Rabbit (2018)
- The SpongeBob Movie: Sponge on the Run (2021)

## Diskografie
- Jackpot (1995)
- Opium (2008)
- Witchazel (2009)
- Kill the Wolf (2013)
- Music for Insomniacs (2014)
- Matt Berry and the Maypoles Live (2015)
- The Small Hours (2016)
- Night Terrors (2017)
- Television Themes (2018)
- Phantom Birds (2020)
- The Blue Elephant (2021)